# Градишче-К. о. Шент Ловренц
Градишче-К. о. Шент Ловренц (словен. Gradišče–Katastrska občina Šent Lovrenc) је насељено место у општини Литија, Засавска регија, Словенија.

## Историја
До територијалне реорганизације у Словенији биле су у саставу старе општине Литија.

## Становништво
У попису становништва из 2011. године Градишче-К. о. Шент Ловренц је имала 33 становника.
| Број становника према пописима | Број становника према пописима | Број становника према пописима |
| ------------------------------ | ------------------------------ | ------------------------------ |
| 1991                           | 2002                           | 2011                           |
| 53                             | 42                             | 33                             |

Напомена: Године 1953. настала поделом некадашњег насеља Шент Ловренц које је укинуто.